# ホドイモ
ホドイモ（塊芋、学名: Apios fortunei ）、またはホドは、マメ科ホドイモ属の植物。中国大陸南部から日本列島全域にかけての一帯が原産地であり、日本では山野、特に日当たりのいい林の中に自生する。別名や地方名で、フド、ミホト、ホトドコロ、カマホト、ツルイモなどともよばれる。中国名は、土圞兒（別名：九子羊）。

## 分布・生育地
日本では、北海道、本州、四国、九州に分布する。山野に自生し、根にできるイモが精力剤になるということから人気があり、自生ものは減少している。

## 特徴
多年草であり、つる性で、高さは2メートル (m) 以上にまで伸びる。茎は他の植物に巻き付き、地下には紡錘形の塊茎を作る。長さ4 - 9ミリメートル (mm) 、幅2 - 6 mmの卵形の小葉が3 - 5枚集まった羽状複葉をもつ。葉の表面には圧毛があるが、淡緑色の裏面はほとんど無毛。
花期は、夏（7 - 8月）である。葉の付け根から花柄を伸ばして蝶形の花をつける。花は淡黄緑色の蝶形花で、旗弁が広い。翼弁はごく小さく、先端は淡紫色を帯びる。また竜骨弁は内側に曲がる。

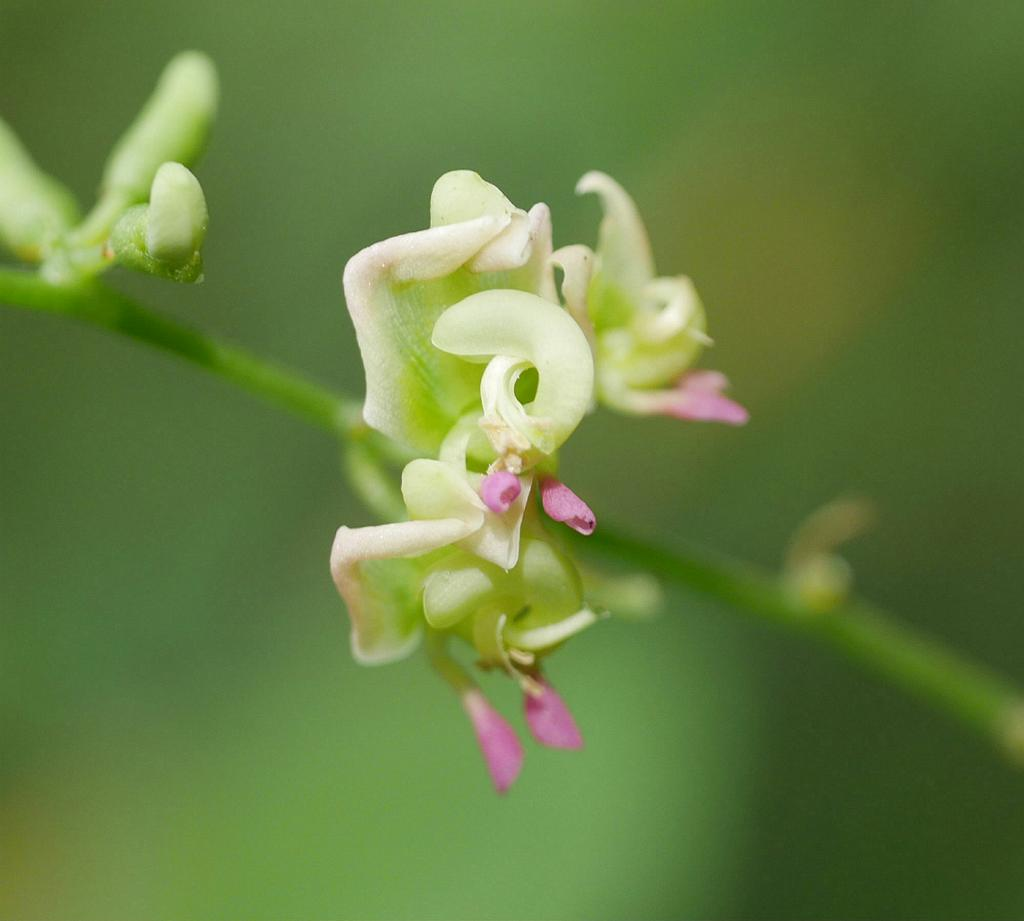
花
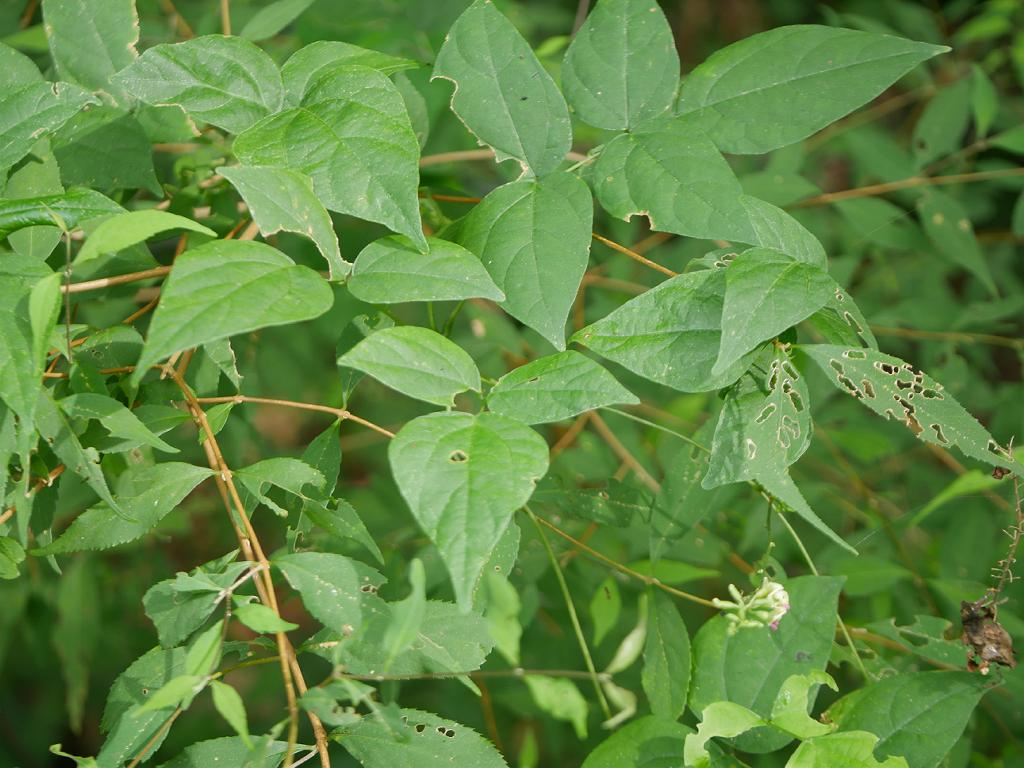
全体の姿

## 人間の利用
主に、地下の塊茎をそのまま加熱して食用する。採取時期は11 - 12月ごろに塊茎を掘り採るほか、春の新芽も食べられる。春の若芽は茹でて水にさらしてアクを抜き、おひたしや和え物にする。塊茎（イモ）は蒸して食べるほか、煮物にしたり、スライスして天ぷらにする。イモの数は数個で、同属のアメリカホドより少ないが大きくなる。一部で栽培されるが、ほとんどは野生のものを採集して利用する。
現在東北地方を中心に「ホド」という名で作物として主に栽培されているのは、明治時代中期に日本に導入された同属近縁種のアメリカホドである。アメリカホドは、野生化したものが日本各地に自生しており、青森県の南部地方では、これを「ホド」とよんで栽培している。